# Aktiebolaget Sveriges förenade konservfabriker

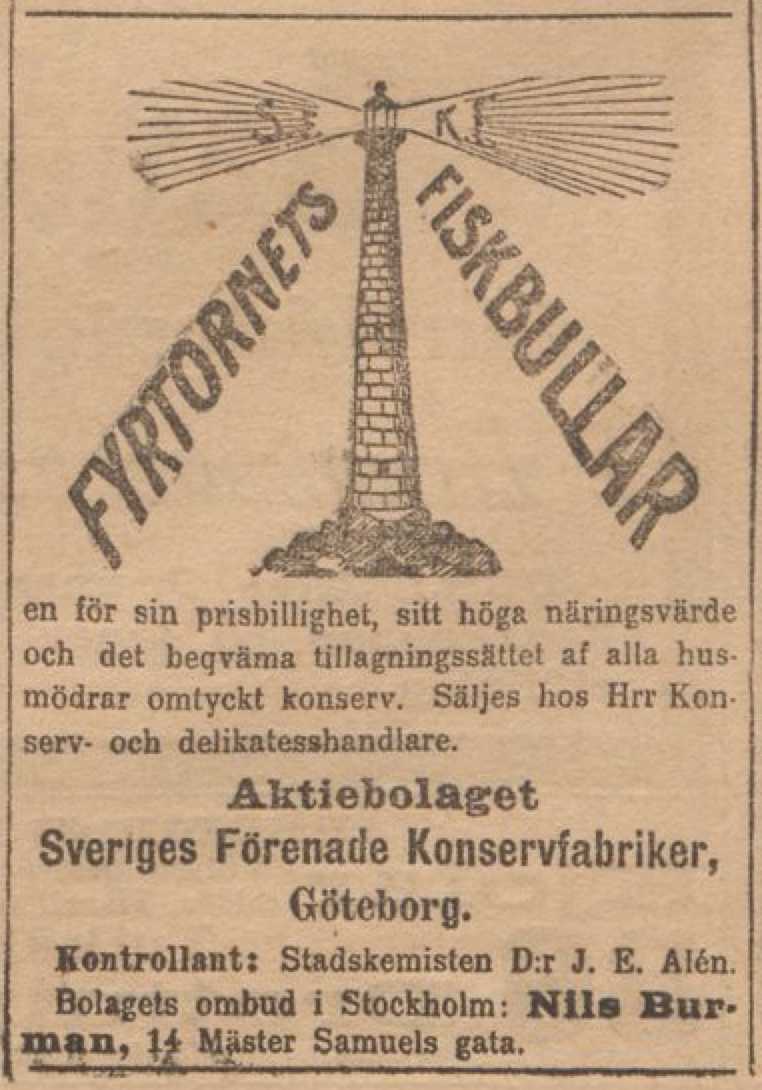
Annons från 1899 i Svenska Dagbladet för Fyrtornets fiskbullar, en av Aktiebolaget Sveriges förenade konservfabrikers produkter.

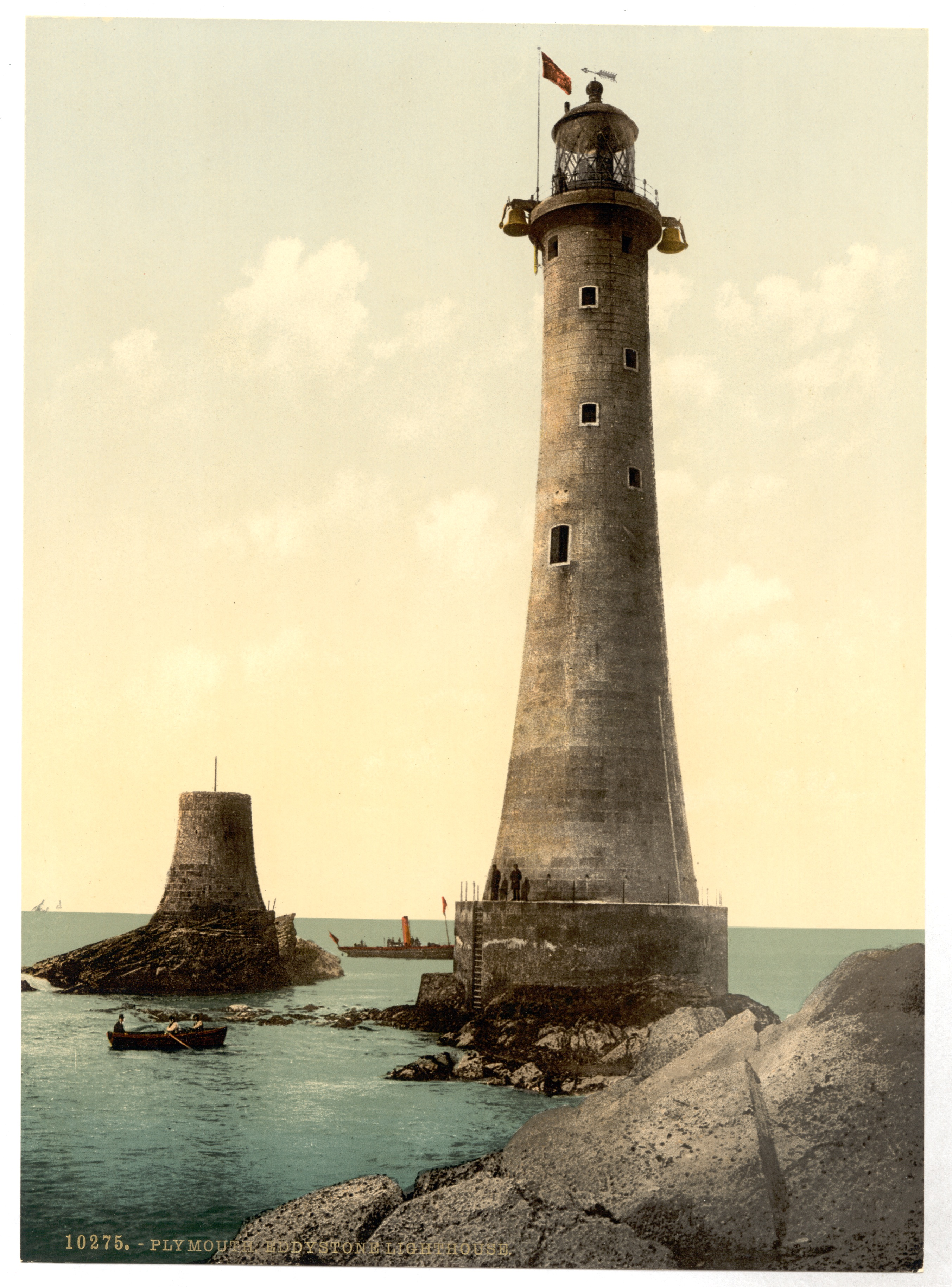
Som symbol för företaget hade de valt en stiliserad illustration av Eddystones fyrtorn i Plymouth, här avbildad på ett vykort från 1905.

Aktiebolaget Sveriges förenade konservfabriker, även SFKF, var ett svenskt livsmedelsföretag som ägnade sig åt konservering främst av fisk, grönsaker, frukt och kött, men även framställning av soppor och såser.
Bolaget grundades 25 april 1898 genom en fusion av de tio bohuslänska firmorna G. J. Sundberg, August Lysell, Fr. Carlson, M. Lindbloms son, Benjamin G. Mollén & Co. i Lysekil, J. J. Hallgren och Söner i Gullholmen, Axel Hagberg & Co. i Grundsund, Nösunds salteribolag i Nösund och M. Jansson i Stenungsund, som alla drev fiskkonservfabriker. Vid firmans bildande byggdes en fabrik i Göteborg för framställning av grönsakskonserver. Egendomen Utby i Göteborg inköptes, där man startade grönsaksodling i stor skala, då den största anläggningen i sitt slag i Sverige. Även huvudkontoret placerades i Göteborg. År 1928 byggdes en ny fabrik på Fiskhamnsgatan 8 i Majorna, en byggnad som fortfarande står kvar.
Kring mitten av 1900-talet hade företaget fabriker i Göteborg, Lysekil, Strömstad, Grebbestad, Gullholmen, Hamburgsund och Kristianstad. Företaget bytte namn till Fyrtornet med ett stiliserat Eddystones fyrtorn som varumärke.
År 1962 slogs företaget samman med Aktiebolaget Bröderne Ameln (Abba AB) i Göteborg och fick namnet Abba-Fyrtornet. Flera fabriker såldes, exempelvis den i Kristianstad och företaget expanderade kraftigt under 1960-talet. Abba-Fyrtornet köptes 1969 upp av Pripps och 1970 förkortades företagsnamnet till enbart Abba AB.

## Bilder från sekelskiftet 1900

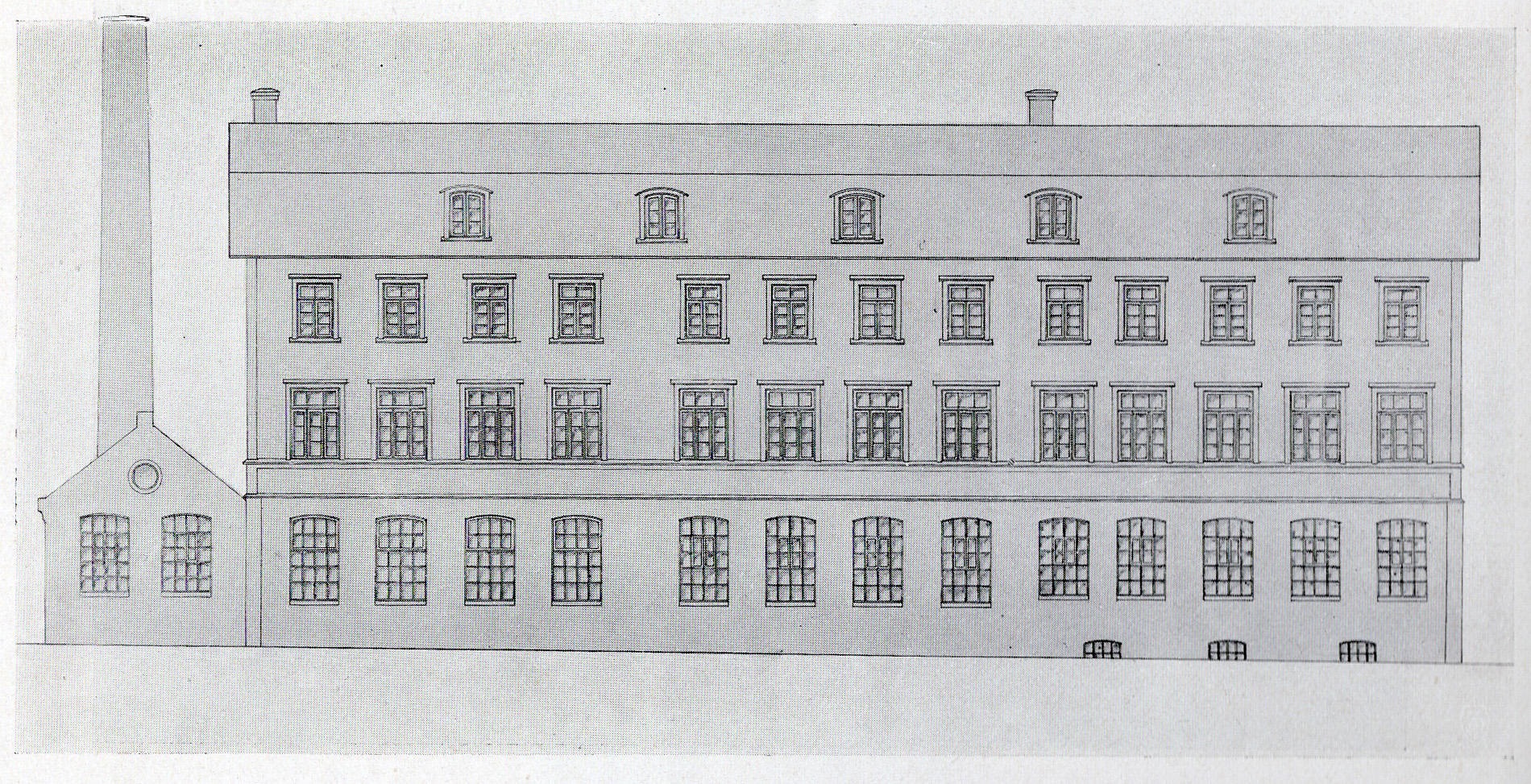
Göteborgs konservfabrik
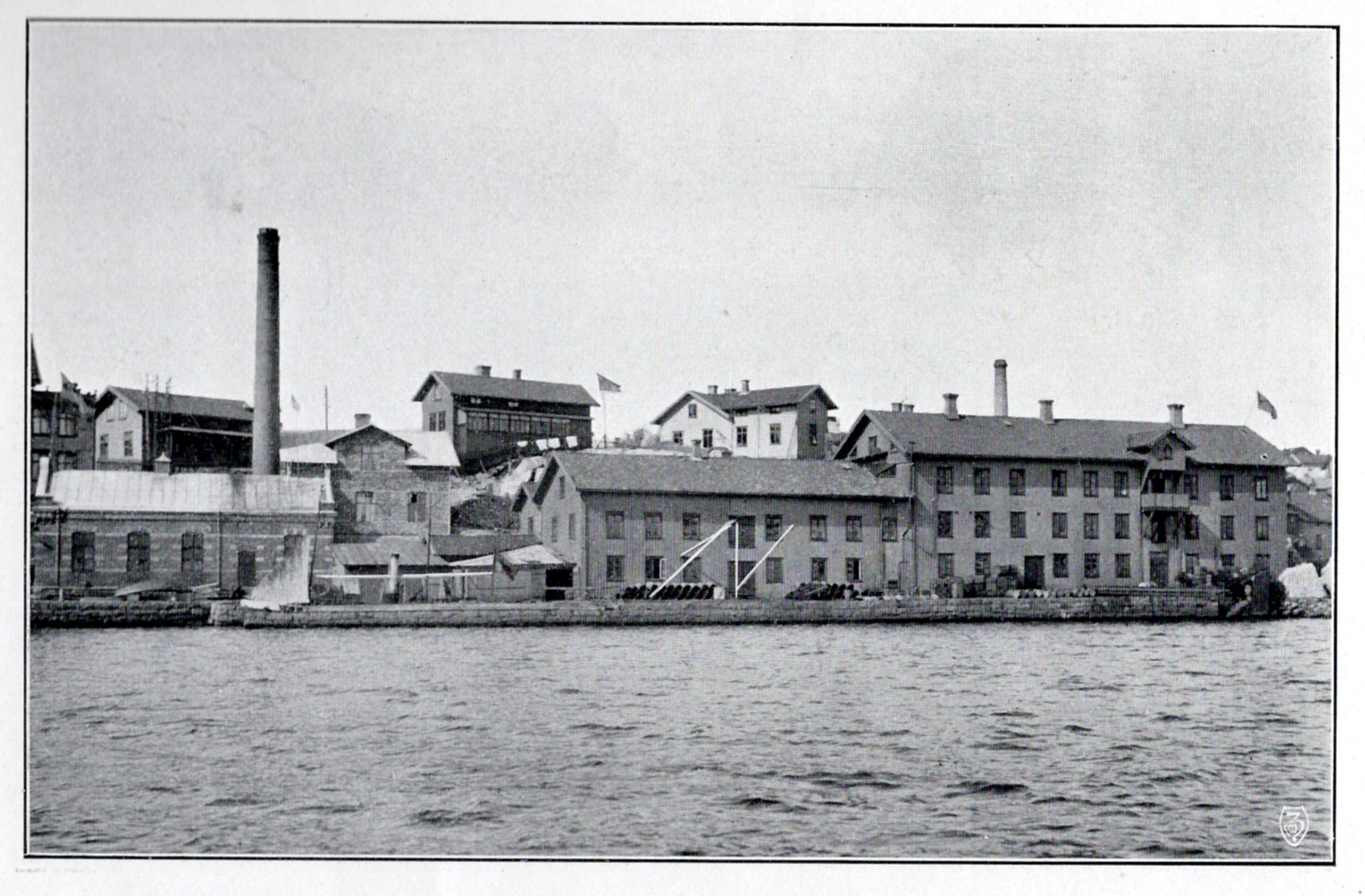
G.J. Sundbergs konservfabrik i Lysekil
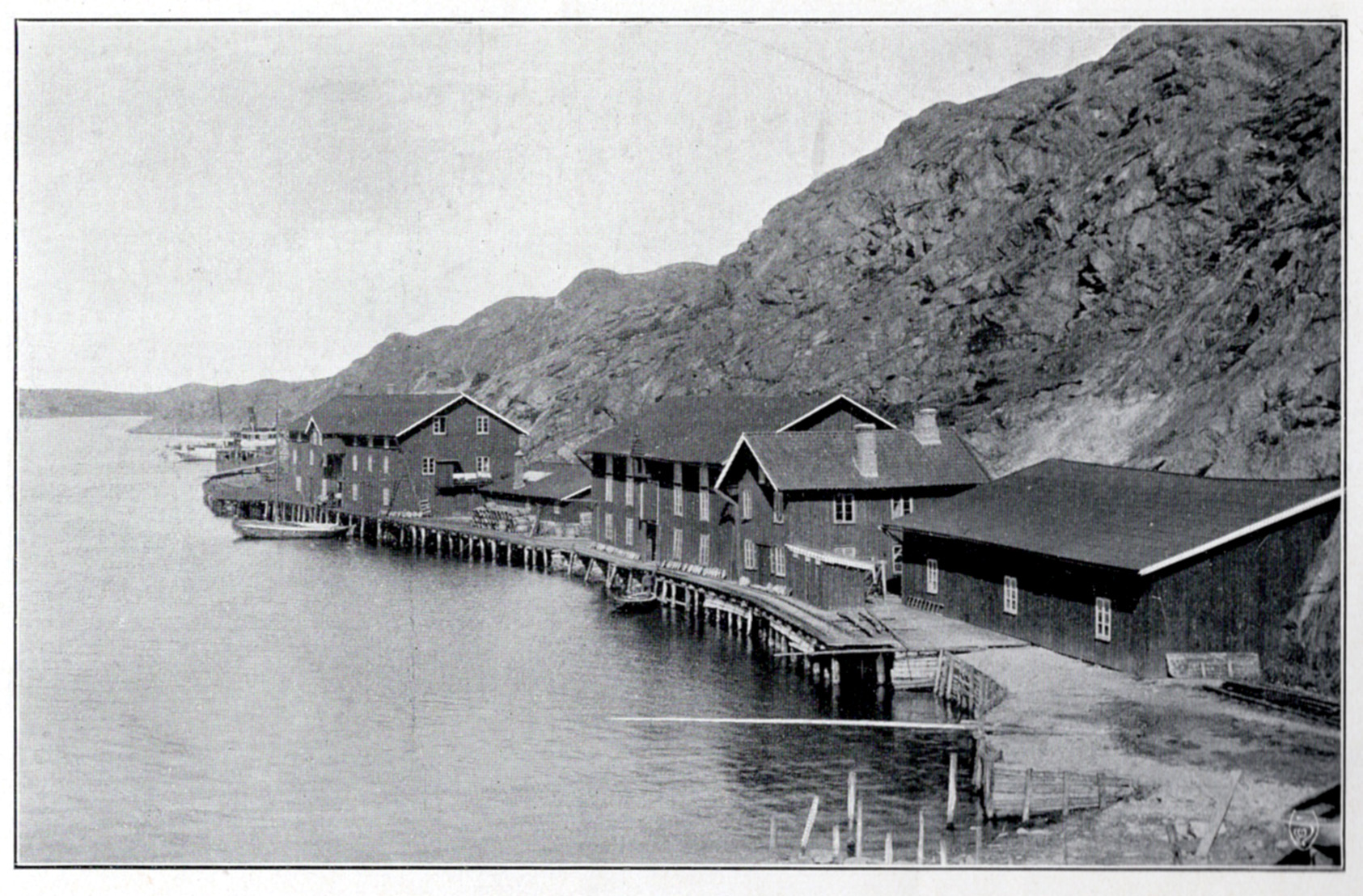
Konservfabriken i Nösund på Orust